# Пласервил (Ајдахо)
Пласервил (енгл. Placerville) град је у америчкој савезној држави Ајдахо.

## Демографија
По попису из 2010. године број становника је 53, што је 7 (-11,7%) становника мање него 2000. године.
| Група             | 2000.       | 2010.      |
| Белци             | 60 (100,0%) | 50 (94,3%) |
| Афроамериканци    | 0 (0,0%)    | 0 (0,0%)   |
| Азијати           | 0 (0,0%)    | 0 (0,0%)   |
| Хиспаноамериканци | 0 (0,0%)    | 2 (3,8%)   |
| Укупно            | 60          | 53         |